# Hans Mennekes
Hans Mennekes (* 31. Oktober 1911 in Weeze; † 9. Juni 1983 in Weeze) war ein deutscher Künstler.

## Leben
Hans Mennekes war der älteste von vier Brüdern einer Weezer Familie. Von 1926 bis 1929 erlernte er in der Werkstatt des Kevelaerers Hein Derix die Glasmalerei. Danach besuchte er die Kunstgewerbeschule in Krefeld, wo er auch andere Glasmaler (unter anderem Heinrich Campendonk, Wilhelm Teuwen und Georg Meistermann) kennenlernte. Im Zweiten Weltkrieg verlor er bei Kampfhandlungen in der Nähe vom russischen Orjol seinen linken Arm.
Er führte seine künstlerische Tätigkeit nach dem Krieg fort. Einen großen Teil seiner Schaffenszeit verbrachte er in einem Atelier auf Schloss Wissen, später unterhielt er ein eigenes Atelier in seinem Wohnhaus in Weeze.

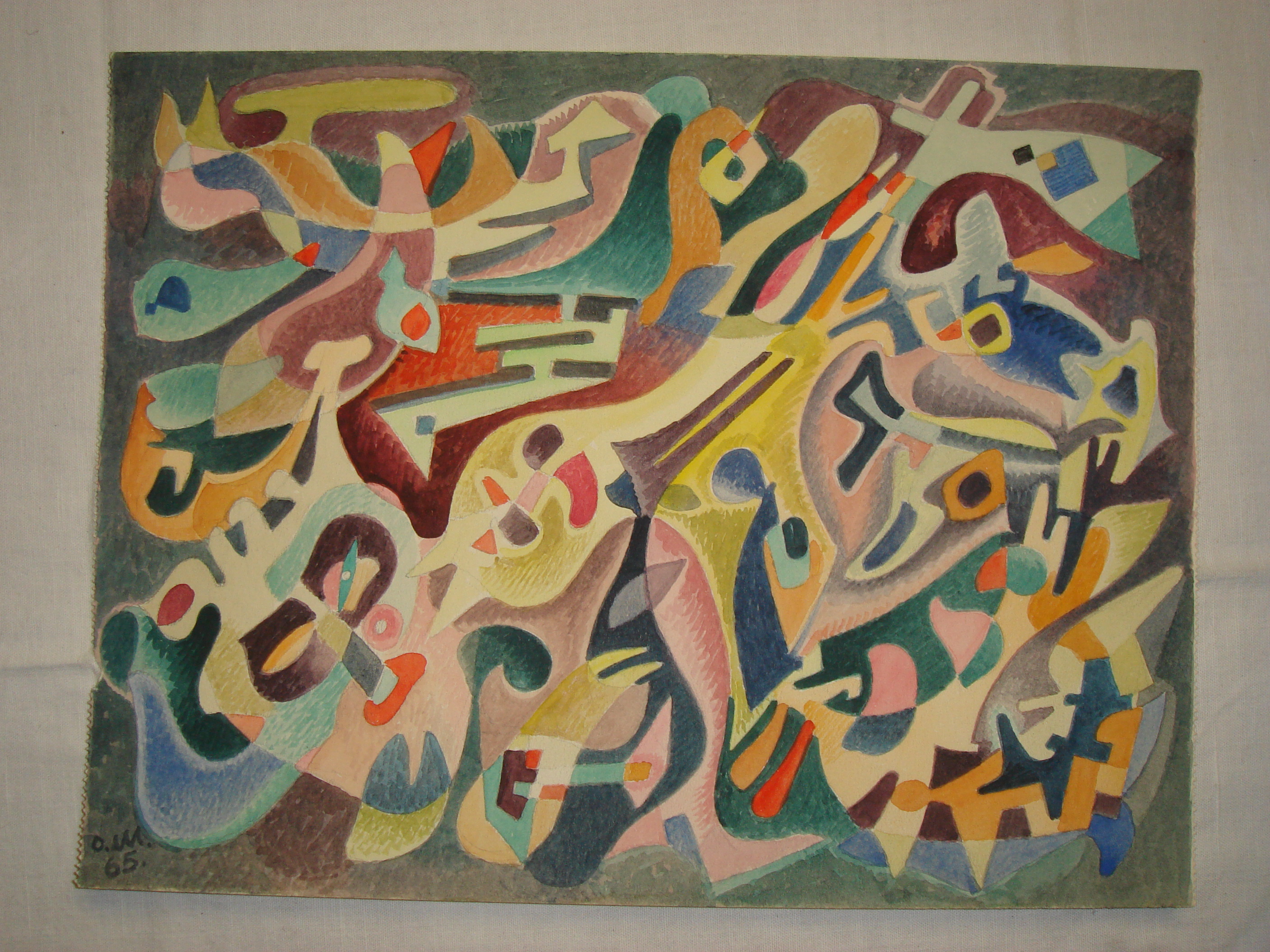
Aquarell von Hans Mennekes, 1965

## Werk
Ein Schwerpunkt des künstlerischen Schaffens Hans Mennekes’ lag im Bereich der sakralen Kunst, hier insbesondere bei der Glasmalerei. Werke finden sich unter anderem in der Kevelaerer Marienbasilika (Marienverehrung in der Geschichte, Drei-Könige-Fenster), in der Kirche St. Mariä Himmelfahrt in Düsseldorf-Lohausen und in der St.-Barbara-Kirche in Gelsenkirchen-Erle.
Weiterhin schuf Mennekes zahlreiche Mosaike und Entwürfe für Seidenstickereien und Bronzeplastiken.
Seinen eigenen Stil entwickelte er im Bereich der Aquarellmalerei, in dem sich auch Elemente des Pointillismus erkennen lassen.